# Publius Cornelius Lentulus Spinther (konsul 57 f.Kr.)
Publius Cornelius Lentulus Spinther, död 49 f.Kr., var en romersk politiker och militär. 
Lentulus Spinther blev prætor 63 f.Kr., konsul 57 f.Kr. och återkallade som sådan Cicero från dennes landsflykt. Han var senare ståthållare i Cilicia. Han stödde Pompejus vid romerska inbördeskrigets utbrott och dödades efter nederlaget i slaget vid Farsalos.